# 小果短柱茶
小果短柱茶（学名：Camellia confusa）为山茶科山茶属的植物。分布于越南、泰国、缅甸、老挝以及中国大陆的广西、贵州、云南等地，生长于海拔1,200米至1,650米的地区，多生在常绿林中，目前尚未由人工引种栽培。